# قبس عثكولي
قبس عثكولي أو قبس الحدائق (الاسم العلمي:Phlox paniculata) هو نوع من النباتات يتبع جنس القبس من الفصيلة البولامونية.